# Hyperechia consimilis
Hyperechia consimilis är en tvåvingeart som först beskrevs av Wood 1874.  Hyperechia consimilis ingår i släktet Hyperechia och familjen rovflugor. Inga underarter finns listade i Catalogue of Life.